# Магаев, Абдурахман Алиевич
Абдурахман Алиевич Магаев (1909, Ардахан, Карская область, Российская империя — 6 июня 1987) — советский театральный деятель. Первый директор Аварского музыкально-драматического театра имени Гамзата Цадасы (1935—1941). Народный артист Дагестанской АССР.

## Биография
Магаев родился в 1909 году в городе Ардахан Карской области (ныне — Турция), где его отец служил стражником. В его семье было трое детей. В 1916 году вернулся с семьей, в Дагестан, в селение Хунзах. В 1919 году остался без отца. В 1920 году его вместе с братом отдали в детский дом в Хунзахе. А в следующем 1920 году его направили в детский дом Буйнакска. В 1925 году в Буйнакске организовалась театральная студия и Магаев в 16-летнем возрасте поступил в неё, которую окончил в 1927 году. В те годы в Дагестане не было ни одного национального театра, и в 1927 году на основе выпуска махачкалинского музыкально-театрального техникума открывается первый профессиональный национальный театр, куда и переводится студия, которую он окончил. Так начинается его творческий путь. В 1931 году театр был переименован в Центральный театр народов Дагестана, где были организованы аварская и даргинская студия. По решению Правительства Дагестанской АССР в конце 1932 года театр вновь перевели в Буйнакск. Ему было поручена организация и художественное руководство новому Аварскому национальному драматическим театру, который был открыт в 1935 году. Он проработал директором театра до 1941 года. А в общем отдал Аварскому театру почти 30 лет. Ушёл из жизни 6 июня 1987 года.

## Избранные театральные работы и постановки
- «Севиль» (Джафар Джабарлы)
- «Красный сев» (Василий Давыдов)
- «Квадратура круга» (Валентин Катаев)
- «Хочбар» (Роман Фатуев)
- «Базалай» (Гамзат Цадаса) — Базалай
- «Горы в огне» (Амир Курбанова) — Гасан
- «Горцы» (Роман Фатуев) — Нажмудин Гоцинский
- «Скупой» (Мольер) — Ансельма

## Звания и награды
- Заслуженный артист Дагестанской АССР;
- Народный артист Дагестанской АССР (1939);